# 克魯扎爾滕塞
27°40′4″S 52°38′56″W / 27.66778°S 52.64889°W
克魯扎爾滕塞（葡萄牙語：Cruzaltense）是巴西的城鎮，位於該國南部，由南里奧格蘭德州負責管轄，面積166平方公里，2010年人口2,141，該城鎮人口密度每平方公里12.92人。